# Die Arglosen im Ausland

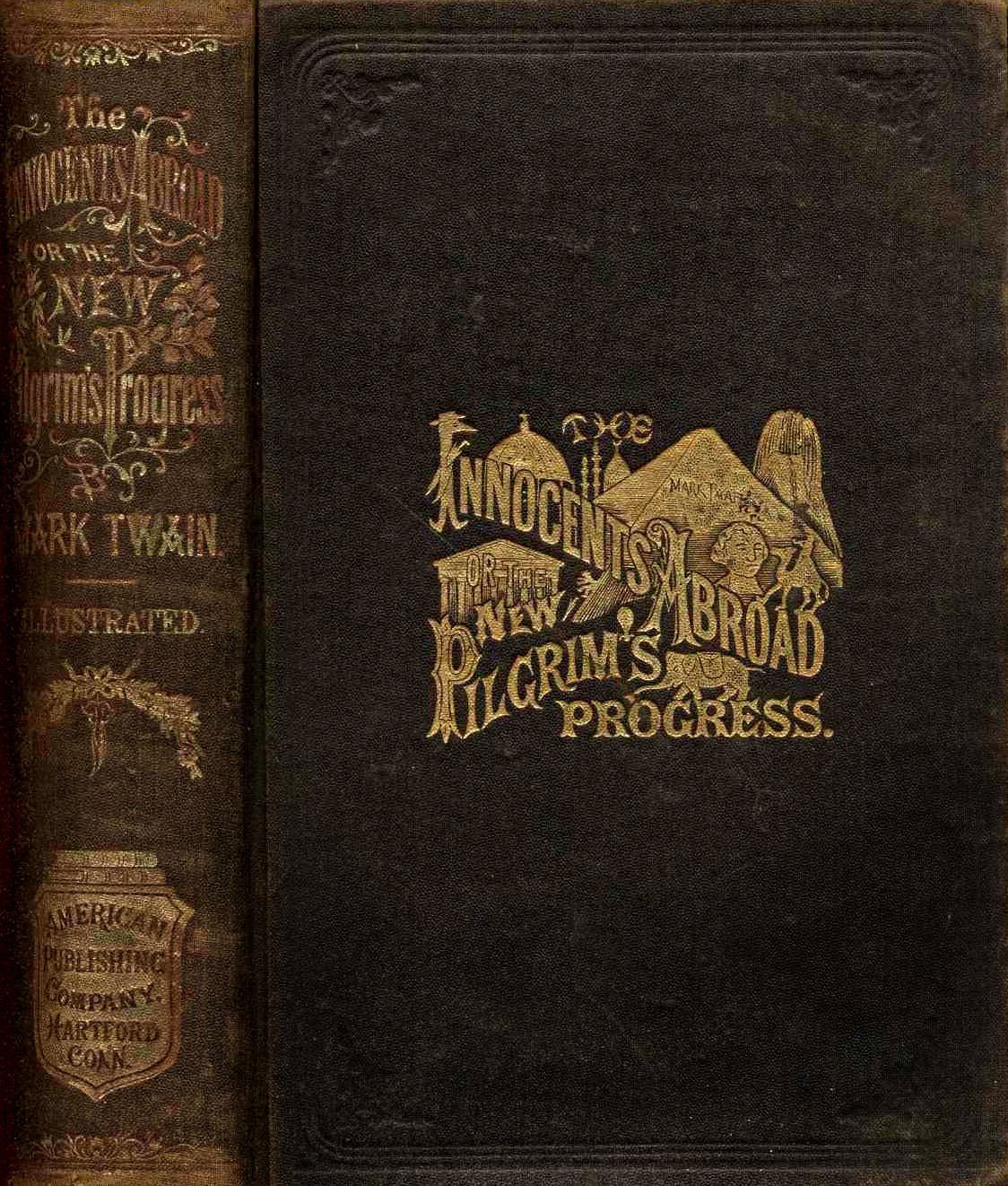
Buchumschlag einer US-amerikanischen Ausgabe von 1884

Die Arglosen im Ausland (The Innocents Abroad, or The New Pilgrims' Progress) ist ein Reisetagebuch des amerikanischen Autors Mark Twain, erschienen 1869. Diese Reise hat 1867 stattgefunden auf dem ausgemusterten Kriegsschiff „USS Quaker City“. Höhepunkt war die Exkursion ins Heilige Land.

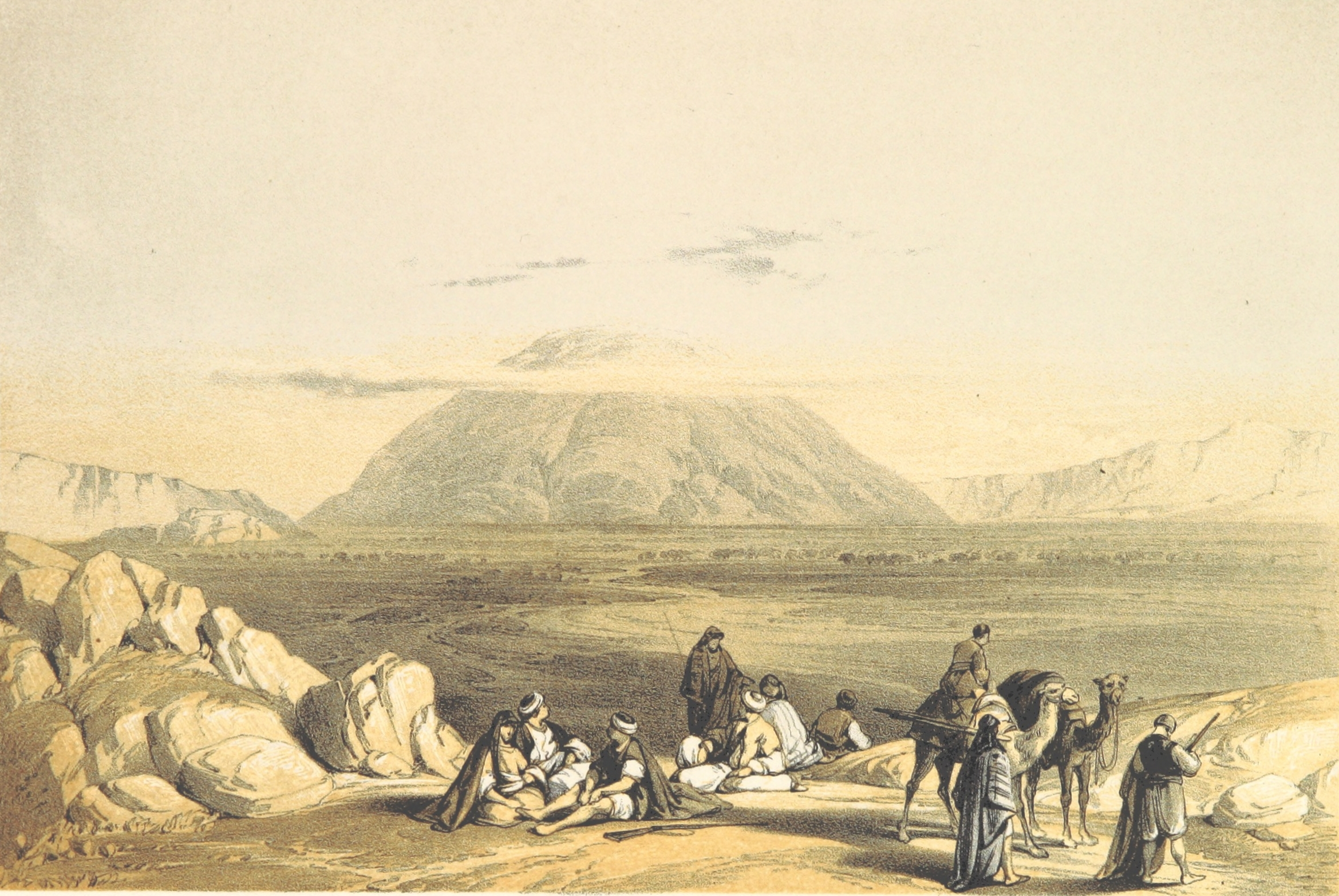
Illustration (1855): Der Berg Tabor „steht allein .. [in einer] lautlosen Ebene .. einer Verödung .. wir sahen niemals irgendein menschliches Wesen auf der gesamten Etappe .. äußerst selten irgendwo einmal einen Baum oder Busch. Sogar Olivenbaum oder Kaktus, jene Freunde kargen Bodens, schienen fast vollständig das Land [Galiläa] verlassen zu haben.“ ~ Mark Twain

Die Seereise führte von New York über die Azoren und wurde häufig unterbrochen durch kurzfristige Landaufenthalte an den Küstenstädten des Mittelmeeres (Gibraltar, Tanger, Athen, Smyrna, Beirut), eine Eisenbahnfahrt von Marseille nach Paris zur Weltausstellung Paris 1867 sowie eine Eisenbahnfahrt durch Italien mit Genua, Mailand, Venedig, Florenz, Pisa, Rom und Neapel, außerdem durch eine Extratour durch das Schwarze Meer nach Odessa und einen Abstecher zu den ägyptischen Pyramiden gegen Ende der Reise.
Besondere Bekanntheit erlangte das – gut zehn Jahre vor der ersten Einwanderungswelle des politischen Zionismus (Erste Alija) verfasste – Buch durch seine Beschreibung Palästinas, sogar der heute äußerst fruchtbaren Jesreelebene in Galiläa als baumlose Desertifikation mit teils fruchtbarem, aber unkultiviertem Boden, versteppt, verödet, versumpft, menschenleer, heruntergekommen und armselig. Immer wieder bringt Twain seine Geringschätzung für das Osmanische Reich zum Ausdruck, als dessen Erkennungszeichen er Dreck und Armut bezeichnet. Diesem gesellt er, als Gegenbild, ein modernes, erfolgreiches, aufblühendes Amerika bei.
Dieses Buch war Twains erfolgreichstes Werk zu seinen Lebzeiten und eine der meistgelesenen Reisebeschreibungen überhaupt. Es erschien anfangs tageweise in einigen amerikanischen Zeitungen – noch während der Reise – und wurde erst später zu einem Buch zusammengefasst.
Auf den ersten Blick scheint es sich um eine der damals üblichen Reiseerzählungen zu handeln. Aber Twain benutzte die Gelegenheit, um seine ganz persönlichen Ansichten über Land und Leute, Kultur und Religion der jeweiligen Städte zum Besten zu geben, teilweise in einer sehr drastischen Sprache. Häufig beschwerte er sich über die Beschreibungen anderer Reiseschriftsteller, die angeblich viele Orte und Sitten deutlich zu positiv bewertet hätten.